# Микола Фільченков (корабель)
«Микола Фільченков» — великий десантний корабель проєкту 1171 (шифр «Тапір», за кодифікацією НАТО — Alligator). Побудований у Калінінграді в 1974—1975 роках під заводським номером 304, другий у четвертій групі кораблів та останній побудований корабель цього проекту.

## Історія будівництва
Закладка корабля, який отримав ім'я морського піхотинця, Героя Радянського Союзу політрука Миколи Фільченкова, відбулася 30 січня 1974 року на Прибалтійському суднобудівному заводі «Янтар» у Калінінграді. Спущений на воду 29 березня 1975 року, 30 грудня того ж року став до ладу. 21 жовтня 1969 року включений до складу Чорноморського флоту ВМФ СРСР.

## Історія служби
Спочатку входив до складу 39-ї дивізії морських десантних сил. При несенні бойових служб у зоні військових конфліктів на Близькому Сході великий десантний корабель неодноразово виконував завдання міжнародної допомоги. Зокрема, «Микола Фільченков» базувався в портах Анголи (березень-липень 1976, листопад 1977 — січень 1978).
Корабель неодноразово виконував завдання бойової служби у Середземному, Червоному морях, Атлантичному та Індійському океанах. З 1975 по 2004 роки корабель за підсумками року вісім разів оголошувався відмінним, у 1996 та 1997 роках — найкращим кораблем на Чорноморському флоті серед кораблів 2-го рангу.
У ході розділу Чорноморського флоту корабель був підпорядкований командуванню 30-ї дивізії надводних кораблів.
Протягом червня — липня 1999 року доставляв російських військовослужбовців до Косово морським маршрутом, коли вивантажували їх в грецькому порту Салоніки. Також 1999 року БДК «Микола Фільченков» доставив з території України на Північний Кавказ роту морських піхотинців, порушивши договір про базування ЧФ РФ в Україні.
У серпні 2000 року великий десантний корабель «Микола Фільченков» у складі загону бойових кораблів Чорноморського флоту виконував завдання з перевезення за чотири рейси озброєння та техніки контингенту Групи російських військ у Закавказзі з пункту навантаження Гоніо (у районі Батумі). У 2001 році виконуючи завдання з перевезення військової техніки та бойової підготовки понад 100 діб перебував поза пунктом базування.
23 березня 2005 року БДК «Микола Фільченков» в районі Феодосії порушив державний кордон України та висадив морський десант і техніку 382-го батальйону морської піхоти (місце базування — н.п. Темрюк Краснодарського краю) у районі Феодосії. МЗС України вручило спеціальну ноту тимчасовому повіреному Росії, а глава СБУ Олександр Турчинов заявив, що Росія нахабнітиме до того ступеня, поки ми їм це дозволимо. Верховна Рада вимагала розслідування факту збройного вторгнення, низка народних депутатів наполягала на ухваленні рішення про дострокове виведення російського флоту з території України. Росія визнала неправомірність своїх дій, але пояснила їх як «технічну помилку».
Великий десантний корабель «Микола Фільченков» входить до складу 197-ї бригади десантних кораблів (бухта «Північна», активно використовується в навчаннях та бойовій підготовці російського флоту. Зокрема, з 2011 року брав участь так званому Сирійському експресі, коли завантажений йшов через Чорноморські протоки, Егейське і Середземне море до берегів Сирії, після чого розвантажуються на російському пункті постачання в Тартусі у ході Громадянської війни в Сирії.
У вересні 2018 року повернувся у Севастополь.

### Російсько-українська війна
Вранці 24 березня 2022 року в порту Бердянська, що перебував під тимчасовим військовим контролем російських військових, був знищений великий десантний корабель проєкту 1171 «Саратов».
Станом на березень 2024 у ВМС Росії залишилося лише три великі десантні кораблі проєкту 1171 — найновіші ВДК «Микола Вілков» та «Микола Фільченков» та «Орськ», який помилково вважався знищеним у порту Бердянська.

### У культурі
БДК «Микола Фільченков» згаданий у російському серіалі «Морпіхи» (2011) про службу радянських морських піхотинців, знятий режисерами Мурадом Алієвим та Дмитром Матовим.

## Командири корабля
- капітан 2-го рангу Петро Олексійович Пилипчук
- капітан 2-го рангу Юрій Леонідович Соловйов
- капітан 2-го рангу Євген М'ясоїдов
- капітан 2-го рангу Ігор Миколайович Дмитрієнко